# Porositet

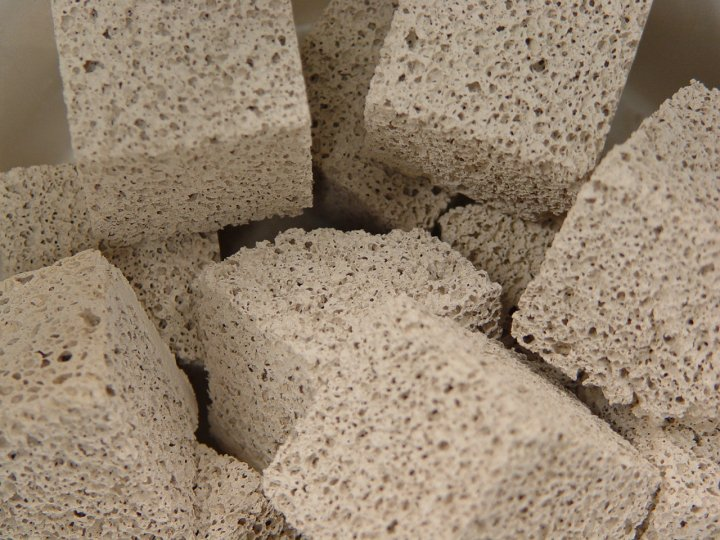
Poröst keramiskt material.

Porositet (täthet) har olika betydelser:
- Inom markvetenskap uttrycks det i volymprocent och är komplement till materialitet;

- Inom materialvetenskap anger porositeten andelen porer i ett material.

Porer i material förekommer som öppna porer och slutna porer. Till de öppna porerna räknas luftporer, kapillärporer och gelporer. Öppna porer har kontakt med utsidan av materialet. De slutna porerna kan ses som bubblor instängda i materialet utan kontakt med omgivningen. Porositeten i ett material beräknas utifrån följande matematiska samband: Porositet = 1 – (densitet/kompaktdensitet) eller: P = 1 – (ρ/ρk)
Porerna i ett material har betydelse för materialets hållfasthet, densitet, värmeisoleringsförmåga och förmågan att transportera till exempel vatten. Porer sänker både materialets hållfasthet och dess densitet. Av de tre ovan nämnda porslagen är det kapillärporen som främst har betydelse för transport av vatten i ett material. I luftporerna kan inte vattnet tränga undan luftmolekylerna då luftporen kan ses som en återvändsgränd. I gelporerna som endast mäter 1-7 nanometer i diameter råder sådana förhållanden att vattenmolekylerna som mäter 0,35 nm låses fast och i praktiken inte kan lämna poren. Gelporer vattenfylls av den vattenånga som finns i luften. I till exempel betong kan man utgå från att samtliga gelporer är vattenfyllda.1
- Porositeten i trä varierar mellan olika träslag och årsringsbredden. Kompaktdensiteten är lika med 1560 kg³.[1] På grund av den höga porositeten i trä är vikten betydligt lägre än 1000 kg m³ på grund av träslagens olika Skrymdensitet samt fukthalt som beror på materialets absorberande förmåga.

- I pappersindustrin definieras porositeten som kvoten mellan porvolym och skrymvolym. Porvolym är härvid volymen av öppna håligheter inom den totala materialmängden, medan skrymvolym är totala volymen av materialmängden inberäknat såväl öppna håligheter som slutna volymer. Begreppet används för papper men också för till exempel flis.

Porositet bör inte förväxlas med permeans, även om dessa begrepp ibland används synonymt. Permeans för papper anger genomträngligheten för gas eller vätska och bestäms genom standardiserade provningsförfaranden. Flera olika metoder förekommer för dessa mätningar.
Luftpermeans anger egenskapen att släppa igenom luft och bestäms genom att man blåser luft genom materialet under en viss tid enligt standardiserat provningsförfarande. (Man mäter härvid den volym luft (ml), som passerar genom materialet under viss tid. Tätare material (till exempel tätare pappersark) ger mer luftmotstånd. Luftpermeansen för papper kan påverkas bland annat genom malning och pressning av papperet.)
Vid pappersprovning förekommer också begreppet luftresistens, som anger egenskapen att erbjuda motstånd mot luftgenomträngning, och även denna egenskap bestäms genom standardiserad provningsmetod. Dessa olika, men delvis jämförbara begrepp och provningsmetoder, kan synas förvirrande, men respektive standardmetod lämpar sig bäst för vissa förhållanden, till exempel för vissa pappersslag men inte för andra, beroende på provningsapparaturens utformning.
Som exempel på papper med låg luftpermeans kan nämnas så kallat smörgåspapper ("greaseproof"). Ett pappersslag där man önskar hög luftpermeans (och samtidigt hög styrka) är säckpapper, som måste kunna släppa igenom luft när säckarna fylls med material.